# 10 000 mètres masculin aux championnats du monde d'athlétisme 1991
Navigation
Rome 1987 Stuttgart 1993
L'épreuve du 10 000 mètres masculin des championnats du monde d'athlétisme 1991 s'est déroulée les 24 et 26 août 1991 dans le Stade olympique national de Tokyo, au Japon. Elle est remportée par le Kényan Moses Tanui .

## Résultats

### Finale
| Rang               | Athlète             | Pays        | Temps           |
| ------------------ | ------------------- | ----------- | --------------- |
| Médaille d'or      | Moses Tanui         | Kenya       | 27 min 38 s 74  |
| Médaille d'argent  | Richard Chelimo     | Kenya       | 27 min 39 s 41  |
| Médaille de bronze | Khalid Skah         | Maroc       | 27 min 41 s 74  |
| 4                  | Thomas Osano        | Kenya       | 27 min 53 s 66  |
| 5                  | Richard Nerurkar    | Royaume-Uni | 27 min 57 s 14  |
| 6                  | Aloÿs Nizigama      | Burundi     | 28: min 00 s 03 |
| 7                  | Mathias Ntawulikura | Rwanda      | 28 min 10 s 38  |
| 8                  | Hammou Boutayeb     | Maroc       | 28 min 12 s 77  |
| 9                  | Alejandro Gómez     | Espagne     | 28 min 13 s 14  |
| 10                 | Koichi Morishita    | Japon       | 28 min 13 s 71  |
| 11                 | Haruo Urata         | Japon       | 28 min 18 s 15  |
| 12                 | Stéphane Franke     | Allemagne   | 28 min 20 s 00  |
| 13                 | Addis Abebe         | Éthiopie    | 28 min 33 s 44  |
| 14                 | Marti ten Kate      | Pays-Bas    | 28 min 33 s 49  |
| 15                 | Eamonn Martin       | Royaume-Uni | 28 min 35 s 82  |
| 16                 | Andy Bristow        | Royaume-Uni | 28 min 47 s 01  |
| 17                 | Aaron Ramirez       | États-Unis  | 28 min 47 s 56  |
| 18                 | Fernando Couto      | Portugal    | 28 min 48 s 05  |
| 19                 | Katsumi Ikeda       | Japon       | 28 min 50 s 25  |
| 20                 | Salvatore Antibo    | Italie      | 28 min 52 s 41  |

## Légende
Records et Performances
- AR : Record continental (area record)
- CR : Record des championnats (championship record)
- MR : Record du meeting (meet record)
- NR : Record national (national record)
- OR : Record olympique (olympic record)
- PR : Record paralympique (paralympic record)
- PB : Record personnel (personal best)
- SB : Meilleure performance personnelle de la saison (season's best)
- WL : Meilleure performance mondiale de l'année (world leader)
- WJR : Record du monde junior (world junior record)
- WR : Record du monde (world record)

Circonstances et Conditions
- DNF : N'a pas terminé (did not finish)
- DNS : N'a pas pris le départ (did not start)
- DQ : Disqualification (disqualification)
- NM : Aucun essai valable enregistré (No Mark)
- Q : Qualifié « directement » au prochain tour (ou à la prochaine compétition), lors d'une compétition majeure, grâce au classement ou à la réalisation des minima (automatic qualifier)
- q : Qualifié au prochain tour (ou à la prochaine compétition), lors d'une compétition majeure, grâce au repêchage ou à la réalisation de l'une des meilleures performances parmi celles des « non qualifiés directement » (grâce au meilleur temps ou à la meilleure distance par exemple) (secondary qualifier)